# Одноробівка (пункт контролю)
50°24′56″ пн. ш. 35°51′33″ сх. д. / 50.41556° пн. ш. 35.85917° сх. д.
Одноро́бівка — пункт пропуску через державний кордон України на кордоні з Росією. Через пропускний пункт здійснюється тільки залізничний вид пропуску.
Розташований у Харківській області, Золочівський район, поблизу селища Одноробівка, на автошляху місцевого значення. З російського боку розташований пункт пропуску «Головчино», Грайворонський район Бєлгородської області, у напрямку до Грайворона.
Вид пропуску — залізничний. Статус пункту пропуску — міждержавний.
Характер перевезень — пасажирський, вантажний.
Окрім радіологічного, митного та прикордонного контролю, залізничний пункт пропуску «Одноробівка» може здійснювати тільки ветеринарний контроль.
Пункт пропуску «Одноробівка» входить до складу митного посту «Залізничний» Харківської обласної митниці. Код пункту пропуску — 80708 16 00 (22).